# 耐利
小康奈爾·海恩斯（Cornell Haynes, Jr.，1974年11月2日－），以其艺名Nelly出名，是一位美國非裔的說唱歌手和演員。出生於美國德克薩斯州奧斯汀，童年時隨母親搬到密蘇里州大學城。2000年發行首張個人錄音室專輯《Country Grammar》，並登上告示牌榜單冠軍，2002年第二張專輯《Nellyville》更締造了《Hot in Herre》和《Dilemma》（feat. Kelly Rowland）兩首冠軍單曲。

## 音樂作品

### 專辑
- 《Country Grammar》(2000)
- 《Nellyville》(2002)
- 《Suit》(2004)
- 《Sweat》(2004)
- 《Brass Knuckles》(2008)
- 《Nelly's sixth studio album》 (2010)
- 《5.0》 (2010)
- 《M.O.》（2013）
- 《Heartland》（2021）
- 《Still Hot in Herre》（2022）

### 合輯、混音帶和唱片
- 《Da Derrty Versions: The Reinvention》(2003)
- 《Sweat / Suit》(2005)
- 《Sweatsuit》(2005)
- 《Best Of Nelly Mixtape》(2008)
- 《6 Derrty Hits》(2008)
- 《The Best of Nelly》(2009)

### 合輯
- 《Free City》（同St. Lunatics） (2001)
- 《Who's the Boss》（同St. Lunatics） (2006)
- 《3000 & 9 Shit》（同Ocean's 7） (2009)
- 《City Free》（同St. Lunatics） (2010)
- 《Super Group》（同Pharrell Williams、阿肯以及T-Pain）[2] （待定）
- 《Untitled》（同T.I.）[3] (TBD)